# Miguel Nóbrega
Miguel Raimundo Nóbrega (Funchal, 17 de abril de 2000) es un futbolista portugués que juega como defensa en el Vitória S. C. de la Primeira Liga.

## Trayectoria
Nacido en Funchal, comenzó su carrera futbolística en las categorías inferiores del club local C. S. Marítimo en 2008 antes de fichar por su rival C. D. Nacional dos años después. Se trasladó a la S. L. Benfica en 2012 y debutó como profesional con el equipo de reserva del club en un Segunda División de Portugal 1-1 en casa ante el F. C. Porto "B" el 5 de mayo de 2019. Tras un tiempo cedido en el Grasshoppers, en julio de 2022 abandonó definitivamente el conjunto lisboeta para recalar en el Rio Ave F. C.

## Estadísticas

### Clubes
Actualizado al último partido disputado el 3 de febrero de 2024.
| Club                       | Div.          | Temporada     | Liga  | Liga  | Copas nacionales | Copas nacionales | Copas internacionales | Copas internacionales | Total | Total |
| Club                       | Div.          | Temporada     | Part. | Goles | Part.            | Goles            | Part.                 | Goles                 | Part. | Goles |
| -------------------------- | ------------- | ------------- | ----- | ----- | ---------------- | ---------------- | --------------------- | --------------------- | ----- | ----- |
| S. L. Benfica "B" Portugal | 2.ª           | 2018-19       | 3     | 0     | —                | —                | —                     | —                     | 3     | 0     |
| S. L. Benfica "B" Portugal | 2.ª           | 2020-21       | 1     | 0     | —                | —                | —                     | —                     | 1     | 0     |
| Grasshoppers · Suiza       | 2.ª           | 2020-21       | 15    | 0     | 2                | 0                | —                     | —                     | 17    | 0     |
| Grasshoppers · Suiza       | Total club    | Total club    | 15    | 0     | 2                | 0                | 0                     | 0                     | 17    | 0     |
| S. L. Benfica "B" Portugal | 2.ª           | 2021-22       | 23    | 2     | —                | —                | —                     | —                     | 23    | 2     |
| S. L. Benfica "B" Portugal | Total club    | Total club    | 27    | 2     | 0                | 0                | 0                     | 0                     | 27    | 2     |
| Rio Ave F. C. Portugal     | 1.ª           | 2022-23       | 11    | 0     | 3                | 0                | —                     | —                     | 14    | 0     |
| Rio Ave F. C. Portugal     | 1.ª           | 2023-24       | 13    | 1     | 1                | 0                | —                     | —                     | 14    | 1     |
| Rio Ave F. C. Portugal     | Total club    | Total club    | 24    | 1     | 4                | 0                | 0                     | 0                     | 28    | 1     |
| Total carrera              | Total carrera | Total carrera | 66    | 3     | 6                | 0                | 0                     | 0                     | 72    | 3     |

## Palmarés

### Títulos nacionales
| Título                          | Club                  | País     | Año     |
| ------------------------------- | --------------------- | -------- | ------- |
| Campeonato Nacional de Juniores | S. L. Benfica Juvenil | Portugal | 2017-18 |